# Liparochrus rufus
Liparochrus rufus är en skalbaggsart som beskrevs av Blackburn 1892. Liparochrus rufus ingår i släktet Liparochrus och familjen Hybosoridae. Inga underarter finns listade i Catalogue of Life.